# 오진산
오진산(1960년 ~ )은 KBS 시사교양본부의 프로듀서이다.

## 학력
- 경기고등학교
- 연세대학교 행정학과 학사
- 연세대학교 언론홍보대학원 석사
- (방송영상 전공)

## 경력 및 대외활동
- KBS 기획제작국 PD (1985년 입사)
- KBS 광주방송총국 편성제작팀장 (부장급)
- KBS 시사교양본부 편성기획팀장 (차장급)
- KBS 편성본부 1TV 운영팀장
- KBS TV제작본부 프로그램전략기획팀장
- KBS TV제작본부 프로그램개발팀장
- KBS 정책기획본부 기획국장
- KBS 심의평가실 자문위원 (국장급)
- 카이스트(한국과학기술원) 미래전략대학원 국가미래전략고위과정 수료
- KBS 편성본부 콘텐츠창의센터장
- 서강대학교 방송아카데미 초청강사
- 연세대학교 미래캠퍼스 반도체시스템공학부 겸임교수
- 국방부 국민소통전문가단 전문위원
- 사회복지공동모금회 홍보분과 실행위원